# Arkadiusz Olech
Arkadiusz Kamil Olech (ur. 4 grudnia 1973 w Gdańsku) – polski astronom, profesor doktor habilitowany.

## Życiorys
Stypendysta oraz tutor Krajowego Funduszu na rzecz Dzieci. Absolwent I Liceum Ogólnokształcącego im. M. Kopernika w Gdańsku (1988–1992). Ukończył studia astronomiczne na Uniwersytecie Warszawskim w 1997. Doktorat z astrofizyki uzyskał w 2001, habilitację w 2009, a tytuł profesorski w 2020. Obecnie pracuje jako profesor nadzwyczajny w Centrum Astronomicznym im. Mikołaja Kopernika Polskiej Akademii Nauk w Warszawie. Interesuje się głównie astrofizyką gwiazdową i zagadnieniami związanymi z małymi ciałami Układu Słonecznego. Promotor trzech prac doktorskich.
W latach 1993–2001 był prezesem Pracowni Komet i Meteorów oraz redaktorem naczelnym czasopisma wydawanego przez Pracownię o nazwie Cyrqlarz. W 2004 był jednym z inicjatorów projektu o nazwie Polska Sieć Bolidowa. Współzałożyciel i redaktor naczelny portalu Optyczne.pl.

## Nagrody
- W 1996 Arkadiusz Olech uzyskał stypendium Tomasza Chlebowskiego dla wybitnych studentów astronomii.
- W latach 2000–2001 – stypendysta Fundacji na rzecz Nauki Polskiej.
- W 2003 – nagroda Wydziału III PAN im. Stefana Pieńkowskiego za cykl prac poświęconych gwiazdom typu RR Lyrae w gromadach kulistych.
- W 2006 został laureatem konkursu Złoty Umysł – Mistrz Popularyzacji Wiedzy, organizowanego przez Prezesa Polskiej Akademii Nauk dla młodych naukowców wyróżniających się działalnością popularnonaukową.

## Niektóre publikacje naukowe
- 2019, PF061018 Bukienka - meteorite dropping fireball, WGN, Journal of the International Meteor Organization, vol. 47, no. 3, p. 75-78, Arkadiusz Kamil Olech, Przemysław Żołądek, Mariusz Wiśniewski i in.
- 2017, Enhanced activity of the Southern Taurids in 2005 and 2015,  MNRAS, 469, 2077, Arkadiusz Kamil Olech, Przemysław Żołądek, Mariusz Wiśniewski i in.
- 2016, 2015 Southern Taurid fireballs and asteroids 2005 UR and 2005 TF50, MNRAS, 461, 674, Arkadiusz Kamil Olech, Przemysław Żołądek, Mariusz Wiśniewski i in.
- 2015, PF131010 Ciechanów fireball: the body possibly related to near earth asteroids 2010 TB54 and 2010 SX11,  MNRAS, 454, 2965, Arkadiusz Kamil Olech, Przemysław Żołądek, Mariusz Wiśniewski, Regina Rudawska, Janusz Laskowski, Krzysztof Polakowski, Maciej Maciejewski, Tomasz Krzyżanowski, Tomasz Fajfer, Zbigniew Tymiński
- 2013, PF191012 Myszyniec - highest Orionid meteor ever recorded, Astronomy & Astrophysics, 557, A58, Arkadiusz Kamil Olech, Przemysław Żołądek, Mariusz Wiśniewski, Karol Fietkiewicz, Maciej Maciejewski, Zbigniew Tymiński, Tomasz Krzyżanowski, Mirosław Krasnowski, Maciej Kwinta, Maciej Myszkiewicz, Krzysztof Polakowski, Paweł Zaręba
- 2009, CURious Variables Experiment (CURVE): CCD photometry of active dwarf nova DI Ursae Majoris, AA, 497, 437R, Arkadiusz Kamil Olech, Artur  Rutkowski, Mariusz Wiśniewski, Paweł Pietrukowicz, J. Pala, Radosław Poleski
- 2009, Double Mode RR Lyrae Stars in Omega Centauri, AA, 494, L17, 2009, Arkadiusz Kamil Olech, Paweł Aleksander Moskalik,
- 2008, Curious Variables Experiment (CURVE). RZ LMi – the Most Active SU UMa star, Acta Astronomica, 58, 131-152, Arkadiusz Kamil Olech, Wiśniewski M., Złoczewski K., Cook L. M., Mularczyk K., Kędzierski P.
- 2008, Multiperiodic RR Lyrae Stars in Omega Centauri, Comm. Asteroseismology, 157, 345, 2008, Arkadiusz Kamil Olech, Paweł Aleksander Moskalik,
- 2007, Variable stars in the field of the old open cluster Mellote 66, MNRAS, 2007, 8, Arkadiusz Kamil Olech, Złoczewski K., Kałużny J., Krzemiński W., Thompson I. B.
- 2006, Curious Variables Experiment. CCD Photometry and Variable Stars in the Field of Open CLuster NGC 637, Acta Astronomica, 56, 2006, 10, Arkadiusz Kamil Olech, Pietrukowicz P., Wiśniewski M., Kędzierski P., Mularczyk K., Złoczewski K., Starczewski S., Szaruga K.
- 2006, Curious Variables Experiment. Variable properties of the dwarf nova SS UMi, AA, 452, 2006, 11, Arkadiusz Kamil Olech, Mularczyk K., Kędzierski P., Złoczewski K., Wiśniewski M., Szaruga K.
- 2006, The Curious Variables Experiment (CURVE). Variable properties of the dwarf nova SS Ursae Minoris, Astronomy; Astrophysics, 452, 933, Arkadiusz Kamil Olech, Mularczyk K., Kędzierski P., Złoczewski K., Wiśniewski M., Szaruga K.
- 2005, Cluster AgeS Experiment. SX Phe stars from the globular cluster Omega Centauri, MNRAS, 363, Wielka Brytania, 2005, 9, Arkadiusz Kamil Olech, Dziembowski W. A., Pamyathykh A. A., Kałużny J., Pych W., Schwarzenberg-Czerny A., Thompson I.B.
- 2005, Curious Variables Experiment. CCD Photometry of Dwarf Nova V660 Herculis, Acta Astronomica, 55, 2005, 11, Arkadiusz Kamil Olech, Złoczewski K., Cook L. M., Mularczyk K., Kędzierski P., Wiśniewski M.
- 2004, Curious Variables Experiment. TT Bootis – Superhump Period Change Pattern Confirmed, Acta Astronomica, 54, 2004, 12, Arkadiusz Kamil Olech, Cook L. M., Złoczewski K., Mularczyk K., Kędzierski P., Udalski A., Wiśniewski M.
- 2004, Curious Variables Experiment (CURVE). IX Dra – a Clue for Understanding Evolution of Cataclysmic Variable Stars, Acta Astronomica, 54, 57, Arkadiusz Kamil Olech, Złoczewski K., Mularczyk K., Kędzierski P., Wiśniewski M., Stachowski G.